# Cymodoce meridionalis
Cymodoce meridionalis är en kräftdjursart som beskrevs av Richardson 1906. Cymodoce meridionalis ingår i släktet Cymodoce och familjen klotkräftor. Inga underarter finns listade i Catalogue of Life.